# Revision Control System
Revision Control System (RCS) je software pro správu verzí. Vedle textových dat je RCS schopen omezeně pracovat i s binárními soubory. Revize jsou ukládány s využitím utility diff.
RCS vyvinul v roce 1982 Walter F. Tichy z Purdue University jako volně použitelnou a pokročilejší alternativu k tehdy populárnímu softwaru Source Code Control System (SCCS).
RCS operuje jen na jednotlivých souborech, neumí pracovat s celým projektem.